# 安部英
安部 英（あべ たけし、1916年5月15日 - 2005年4月25日）は、日本の医師。医学博士。元帝京大学副学長。

## 人物
山口県長門市の網元の家に生まれる。旧制大津中学校、旧制山口高等学校を首席卒業、1941年東京帝国大学医学部医学科卒。1951年医学博士（東京大学）。論文の題は「プロトロンビンに関する研究」。
海軍軍医大尉として従軍し、その後1946年東京大学医学部第一内科助手、コーネル大学留学等を経て、1964年東京大学医学部第一内科講師。1971年に帝京大学に招聘され医学部教授に就任、1980年から1987年まで帝京大学医学部長、のち帝京大学名誉教授。1987年から1996年まで帝京大学副学長。1992年4月に勲三等旭日中綬章を受章。著書に「シャルロッテンルンドの森の道」（随筆集、自費出版）。
薬害エイズ事件で、1985年5月から6月にかけての計3回、手首から出血した血友病患者に対し非加熱血液製剤（血液凝固第Ⅷ因子製剤）を投与してHIVに感染させ、エイズを発症させ死亡させたとして業務上過失致死罪で逮捕・起訴された。2001年の1審で無罪となり、検察が控訴したが、
2004年2月、東京高等裁判所は「脳血管性障害などによる痴呆に心疾患等の身体的障害が加わり、刑事裁判を続ける能力はない」として公判を停止。事実上、裁判が終結した。
2005年4月25日に東京都内の病院にて88歳で死去した。遺族側からの希望により、通夜・葬儀・告別式などは行わず、家族・身内だけでの密葬で済ませた後に死亡が公表された。

## 薬害エイズ事件
血友病治療の権威として知られ、1983年に設置された厚生省エイズ研究班の班長を務めた。研究班における安部の態度には曲折があり、当初は非加熱製剤の全面的使用禁止を含めた強固な対策の必要性を主張していたが、様々な圧力とのやりとりの中で軟化し、結果的には一部の反対を押し切って非加熱製剤の使用継続を決定した。
厚生省側はエイズ研究班の目的を、エイズについての実状を把握し対策を立てることにあると考えていた。対策の過程で、安部の弟子であった帝京大学教授風間睦美は、エイズ研究班血液製剤小委員会の委員長としてクリオ製剤の適用を一定程度認める方向性を打ち出したが、これに対し安部は風間を「これは風間先生、非常に危惧しなきゃならないぞ」、「あなたは終生浮かばれないぞ」などと恫喝とも受け取れる言葉を交えて詰問した。安部による詰問の後、小委員会は非加熱の血液製剤の継続使用を最終答申した。中村玄二郎は、安部が血液製剤小委員会に干渉した結果、多くの血友病患者をエイズに感染させてしまったと評価している。厚生省生物製剤課課長補佐であった増田和茂は、安部に対して非加熱製剤に代えてクリオ製剤の使用開始を勧告すべきと訴えたが、「血友病専門家でない君に何がわかるんだ」と拒否されたと証言している。一方で安部は1983年6月のエイズ研究班初会合において、「私は一人（エイズで）殺しているんです」「私は毎日、（非加熱血液製剤には）毒が入っていると思いながら注射している」「今も次から次に毎日注射している。明日にも（HIV感染者が）出るかもしれない」といった発言をしていた。
弁護士の仁科豊によると、1983年の時点で血友病患者の中には非加熱血液製剤の危険を感じてクリオ製剤の増産を望む意見があり、同年夏に患者会（東友会）が中心となって厚生省に対し治療薬を国産のクリオ製剤に切り換えることを要望しようとしたが、要望を出さないように安部から指示を受け、内容が修正された。帝京大学教授松田重三の証言によると、1984年9月、安部に対し非加熱製剤の投与を止め加熱製剤や国内血でできたクリオ製剤を使用することを求めたが、安部は「血友病の治療を分からない奴が何を言うんだ」と拒絶した。弁護士の伊藤俊克の指摘によると、1984年9月に発足した厚生省のエイズ調査検討委員会がエイズと思われる症例を報告してほしいと要望したとき、帝京大の対応に遅れが生じ、新聞発表のあとに促されて初めて症例を報告した。帝京大学第1内科教授の木下忠俊は安部の関係について以下を証言している。
1985年の5月から6月にかけて、帝京大学医学部附属病院（診療を担当した第一内科の責任者が安部）において、血友病の男性患者が非加熱製剤を投与された。その男性はHIVに感染し、1991年12月にエイズで死亡したとされる。
1990年代に入って薬害エイズ事件が明らかになるにつれて、血友病治療の権威としての非加熱製剤の使用に関する責任が注目された。
1996年8月に、任意の事情聴取で容疑を否認したため、在宅の捜査では立証が困難と判断されて業務上過失致死容疑で逮捕される。9月に業務上過失致死罪で起訴された。安部の容疑は自らが担当した患者にHIVに汚染された非加熱製剤を投与して死亡させたことであり、HIVに汚染された非加熱製剤を流通させたことではない。
2001年の一審では検察の懲役3年の求刑に対し、無罪判決が言い渡された。判決文では、「ギャロ博士やモンタニエ博士ら世界の研究者の公式見解から、事件当時の1985年はHIVの性質やその抗体陽性の意味に不明点が多々存在しており明確な危険性の認識が浸透していたとはいえないこと」、「代替治療法としてのクリオ製剤には治療に様々な支障があったこと」、「安部医師を告発した元医師の供述については、『事件当時の1985年前後に非加熱製剤とHIVの関連を予期する発言や論文が見られない点』や、『非加熱製剤とHIVの関連を予期する供述は、当時の専門家の認識から突出している点』から、検察官に迎合した疑いを払拭し難く、不自然で信用性に欠けること」などがあげられた。
「毎日新聞」社説は、判決は急所を外し説得力が乏しい、と断じた。具体例としてミドリ十字と安部の「緊密な関係」を挙げ、「安部元学長が安全なクリオ製剤への転換を拒み、非加熱製剤の投与を続けたのは、加熱製剤の開発が遅れていた同社に配慮したためと言われている」「疑惑に言及していないことには得心がいかない」と主張した。元最高検察庁検事の土本武司は、「今回の判決はあくまで従来の過失犯罪の枠組みで論じられました。その枠組みでとらえれば、予見可能性が低いから、結果回避義務も低くてよいという論理になります。しかし医療現場の場合、この過失理論では、被害者が死んでも誰も責任を負わないという誠に不思議な状況になります」と述べ、「結論として本件は無罪は不当であり、有罪にすべきだと考えます」と述べている。一方弁護側は安部の逮捕・起訴について、処罰感情を煽るマスメディアとそれに迎合した検察側の行き過ぎた行為であったと主張している。
中村玄二郎は、薬害エイズ事件における安部について以下に述べている。
フリージャーナリストの櫻井よしこが「安部元副学長が製薬会社、ミドリ十字のために加熱製剤の治験開始を遅らせた」などと記述したことについて、安部は損害賠償などを求め民事訴訟を起こしたが、一審は記事内容に真実性があるとして安部の全面敗訴、二審は記事内容を真実ではなく真実相当性がないとして安部の逆転勝訴、最高裁第一小法廷（才口千晴裁判長）は「（櫻井が）取材結果を真実と信じる相当の理由があり、違法な名誉棄損ではない」として真実相当性があったと判断、安部の逆転敗訴となった。加熱製剤の治験の時期などに関する記事で毎日新聞とサンデー毎日に損害賠償を請求した民事訴訟でも、一、二審、最高裁共に安部側が敗訴となった。
新潮社が週刊新潮の記事で「大量殺人の容疑者」などと記述したことに関する民事の損害賠償請求裁判では、一、二審、最高裁共に安部側の勝訴となり、300万円の支払いが新潮社側に命じられた。
薬害エイズ事件の公判中、傍聴人であった右翼団体所属の少年に裁判所構内で殴り倒されたことがあり、この加害少年は暴行罪で逮捕・起訴され有罪確定となった。

## 家族
妻は高橋雄豺（元香川県知事、読売新聞社副社長）の三女。